# Schwanzmeisen
Die Schwanzmeisen (Aegithalidae) sind eine Familie aus der Ordnung der Sperlingsvögel (Passeriformes). Diese umfasst neben der Gattung Aegithalos die beiden monotypischen Gattungen Psaltriparus und Psaltria und somit acht Arten. Ungeklärt ist der Status der zwei Arten umfassenden Gattung Leptopoecile, die früher den Grasmücken (Sylviidae) zugeordnet wurde, und die nun nach neueren Untersuchungen mitochondrialer DNA häufig zu den Schwanzmeisen gestellt wird.
Die Brutverbreitung der Familie erstreckt sich über Eurasien (6 bzw. 8 Arten), Java und das westliche Nordamerika (jeweils 1 Art).

## Merkmale
Bei den Schwanzmeisen handelt sich um kleine, meisenähnliche Vögel mit kurzen Flügeln, recht langen Schwänzen und feinen, kurzen Schnäbeln mit gebogenem First. Das Gefieder ist lose und weitstrahlig. Das Auge säumt ein schmaler, farbiger (meist gelber) Hautring. Ein Sexualdimorphismus ist so gut wie nicht vorhanden. Im Unterschied zu den eigentlichen Meisen sind die frischgeschlüpften Jungvögel nackt und haben eine kürzere Nestlingszeit. Sie durchlaufen zudem eine Jugendvollmauser. Auch von den stimmlichen Äußerungen her unterscheiden sich die Schwanzmeisen wesentlich von den Paridae. Tatsächlich sind die Schwanzmeisen nicht besonders nah mit den eigentlichen Meisen (Paridae) und den Beutelmeisen (Remizidae) verwandt, sondern stehen den Wüstendickichtsängern und den Cettiidae als Schwestertaxon gegenüber.
Das Nest ist ein geschlossener Bau mit seitlichem Eingang. Er besteht meist aus Moos, Flechten, anderen Pflanzenteilen und Spinnweben, seltener aus trockenen Zweigen. Die Eier sind meist reinweiß oder weisen am stumpfen Pol eine feine bräunliche Fleckung auf und ähneln daher eher denen der Goldhähnchen (Regulidae) als denen der eigentlichen Meisen.

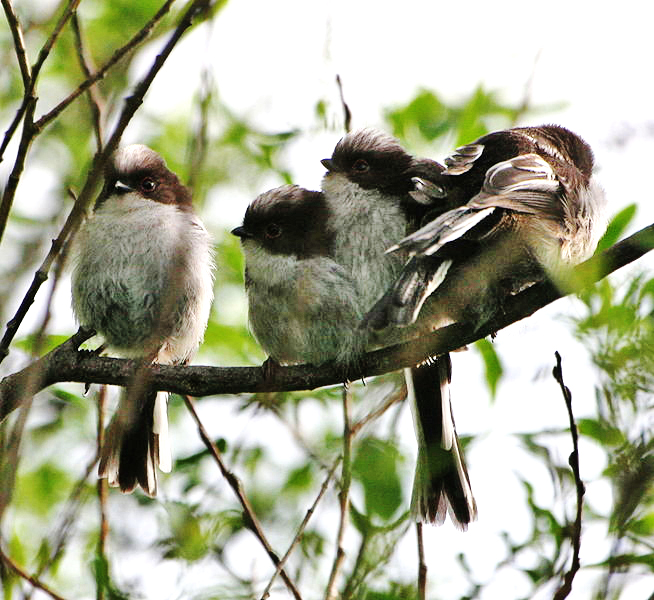
Schwanzmeisen (hier einige Jungvögel von Aegithalos caudatus) zeigen ein ausgeprägtes Sozialverhalten

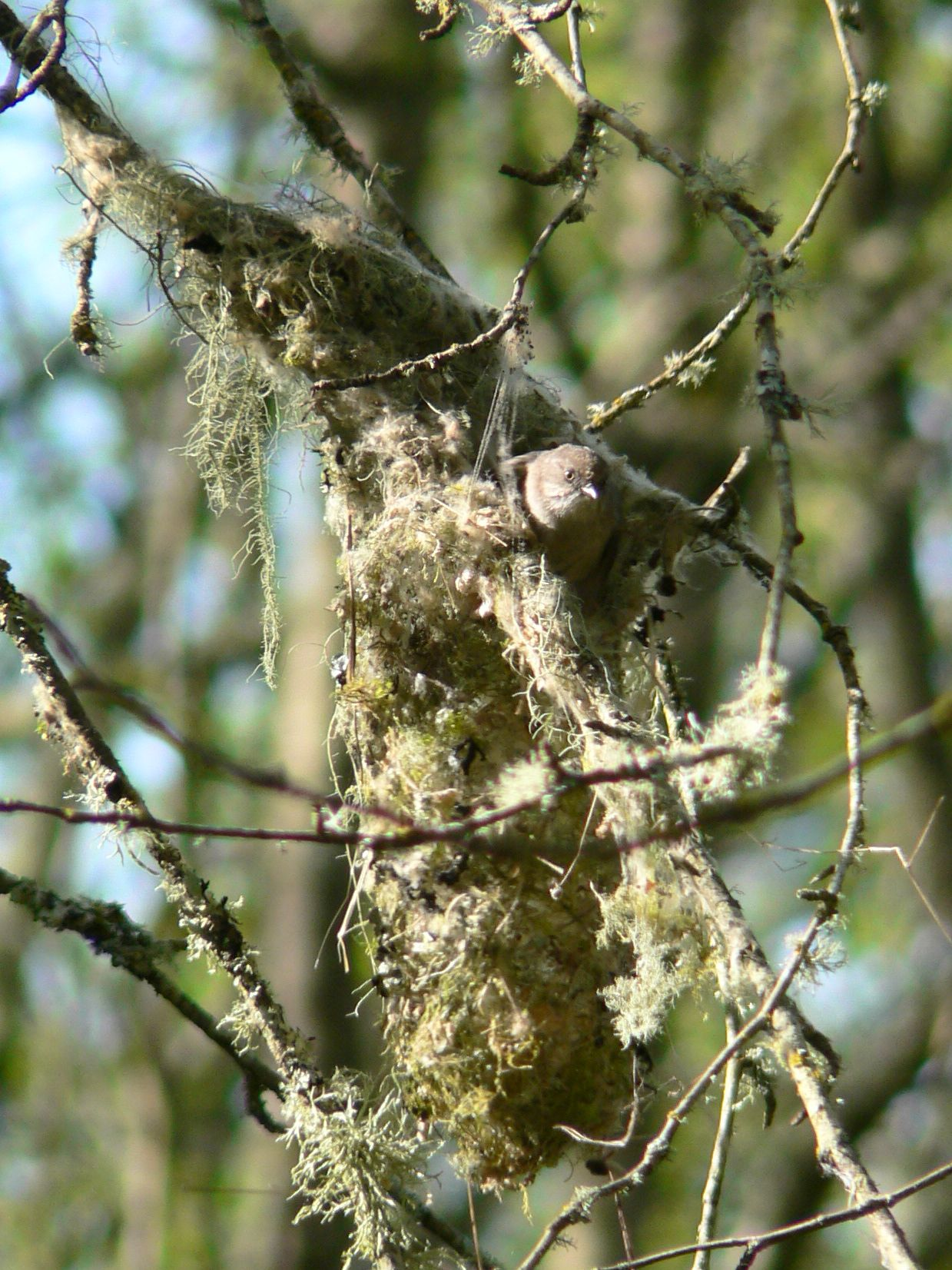
Das geschlossene Nest (hier von Psaltriparus minimus), besteht meist aus Flechten und Moosen

## Verhalten
Die Schwanzmeisen sind sehr sozial und leben außerhalb der Brutzeit in kleinen Trupps, innerhalb derer eine Individualdistanz kaum ausgeprägt ist und häufig Schlafgemeinschaften mit sehr engem Körperkontakt gebildet werden. Ein Paar wird bei der Aufzucht der Jungen oft von anderen nicht diesjährigen Individuen aus dem Schwarm unterstützt. Die Schwärme haben ein Gruppenterritorium, innerhalb dessen meist auch zur Brutzeit die Einzelreviere gebildet werden. Die letzteren werden nur kurze Zeit gegen Artgenossen aus dem Schwarm verteidigt, ein Reviergesang fehlt.
Da diese und einige andere Merkmale für viele tropische Arten typisch sind, wurde diskutiert, ob die Familie ursprünglich tropischen Breiten entstammt.

## Arten
Gattung Aegithalos
- Schwanzmeise (Ae. caudatus)
- Silberkehl-Schwanzmeise (Ae. glaucogularis) – Zentral- und Nordostchina
- Schwarzkehl-Schwanzmeise (Ae. concinnus) – Himalaya ostwärts über Indochina nach China
- Weißwangen-Schwanzmeise (Ae. leucogenys) – Nordwestliches Kaschmir und Afghanistan
- Rostwangen-Schwanzmeise (Ae. iouschistos) – Westteil des Himalaya
- Brauenschwanzmeise (Ae. bonvaloti) – Südchina
- Burmaschwanzmeise (Ae. sharpei) – Südwest-Myanmar
- Weißkehl-Schwanzmeise (Ae. niveogularis) – Östlicher Himalaya, Indochina bis Mittelchina
- Rußschwanzmeise oder Graukopf-Schwanzmeise (Ae. fuliginosus) – Zentralchina
- Javaschwanzmeise, Zwergmeise oder Zwergschwanzmeise (Psaltria exilis) – Java, von manchen Autoren der monotypischen Gattung Psaltria zugeordnet

Gattung Psaltriparus
- Buschschwanzmeise (Psaltriparus minimus) – westliches Nordamerika

Gattung Leptopoecile (früher zu Sylviidae gestellt)
- Purpurhähnchen oder Buschhähnchen (L. sophiae)
- Schopfhähnchen (L. elegans)